# Harriet Andersson
Harriet Andersson (n. 14 februarie 1932, Stockholm, Suedia) este o  actriță suedeză de teatru și de film. Printre cele mai cunoscute filme în care a jucat sunt cele regizate de Ingmar Bergman.

## Biografie
Harriet Andersson urmează „Academia de Artă Dramatică” din Calle Flygare și, în paralel, cursurile de interpretare de la „Oscarsteatern” din Stockholm. Debutează în spectacole de revistă și apare în scurte filme publicitare. Joacă în teatrele din Malmö și Helsingborg. Rolurile din filmele Când doarme orașul și Submarinul 39 atrag atenția lui Ingmar Bergman asupra acestei actrițe dotate cu o exuberanță interpretativă puțin obișnuită la actorii nordici. Sub îndrumarea sa temperamentul ei dramatic impetuos se afirmă din  plin în Noaptea saltimbancilor, Lecția de dragoste și Surâsul unei nopți de vară. 

## Filmografie selectivă
- 1949 Skolka skolan
- 1950 Când doarme orașul (Medan staden sover), regia Lars-Eric Kjellgren
- 1952 Submarinul 39 (Ubåt 39), regia Hampe Faustman
- 1953 O vară cu Monika (Sommaren med Monika), regia Ingmar Bergman
- 1953 Noaptea saltimbancilor (Gycklarnas afton), regia Ingmar Bergman
- 1954 Lecția de dragoste (En lektion i kärlek), regia Ingmar Bergman
- 1955 Surâsul unei nopți de vară (Sommarnattens leende), regia Ingmar Bergman
- 1955 Visuri de femeie (Kvinnodröm), regia Ingmar Bergman
- 1960 Prin oglindă (Såsom i en spegel), regia Ingmar Bergman
- 1965 Podul din liane (Lianbron), regia Sven Nykvist
- 1969 Bătălia pentru Roma (Der Kampf um Rom), regia Robert Siodmak